# Будаэрш (аэропорт)
Аэропорт Будаэрш (венг. Budaörsi Repülőtér) (ИАТА: QHU, ИКАО: LHBS) расположен в XI районе Будапешта и назван в честь прилегающего к нему одноимённого городка. Ранее Будаэрш являлся единственным международным аэропортом во всей Венгрии; в настоящее время используется авиацией общего назначения.

## История
Необходимость в строительстве аэропорта Будаэрш впервые возникла в 1931 году, однако из-за мирового экономического кризиса его проектирование началось лишь в 1935 году. В 1936 году был проведён конкурс на разработку проекта аэровокзала, а его победителями стали сразу два архитектора: Виргиль Бирбауэр (Борбиро) и Ласло Кралик, представившие концептуально разные решения. В итоге, было объявлено об объединении заложенных ими концептов в один проект, однако за основу были взяты всё же предложения Бирбауэра. Терминал был возведён за 232 дня и открыт 20 июня 1937 года Иштваном Хорти, сыном регента Венгрии Миклоша Хорти.
В 1936 году также был объявлен конкурс на проектирование основного ангара — его победителями стали Ласло Цако и Дьёрдь Мехес. Ангар размерами 141 м×41 м, построенный по их чертежам, на тот момент стал самым большим в Европе. Строительство аэродрома было завершено летом 1937 года. Будаэрш сразу же стал главным и единственным международным аэропортом Венгрии на ближайшие 15 лет. Также он стал пунктом базирования авиакомпании «Malert» (предшественницы «Maszovlet», а позднее — «Malév»).
Необходимость замены Будаэрша более крупным аэропортом была очевидна уже в 1939 году: окружающие его холмы, нехватка места для расширения и потребность в более длинных взлётно-посадочных полосах с твёрдым покрытием привели к созданию того, что впоследствии стало международным аэропортом Ферихедь. Ферихедь был отстроен к 1943 году, однако бомбардировки в годы Второй мировой войны нанесли ему значительный ущерб. В то же время, Будаэрш пострадал незначительно и продолжил функционировать в качестве основного международного аэропорта Венгрии. Ферихедь был открыт 7 мая 1950 года и вскоре после этого мтановится главной воздушной гаванью страны. 

## Направления

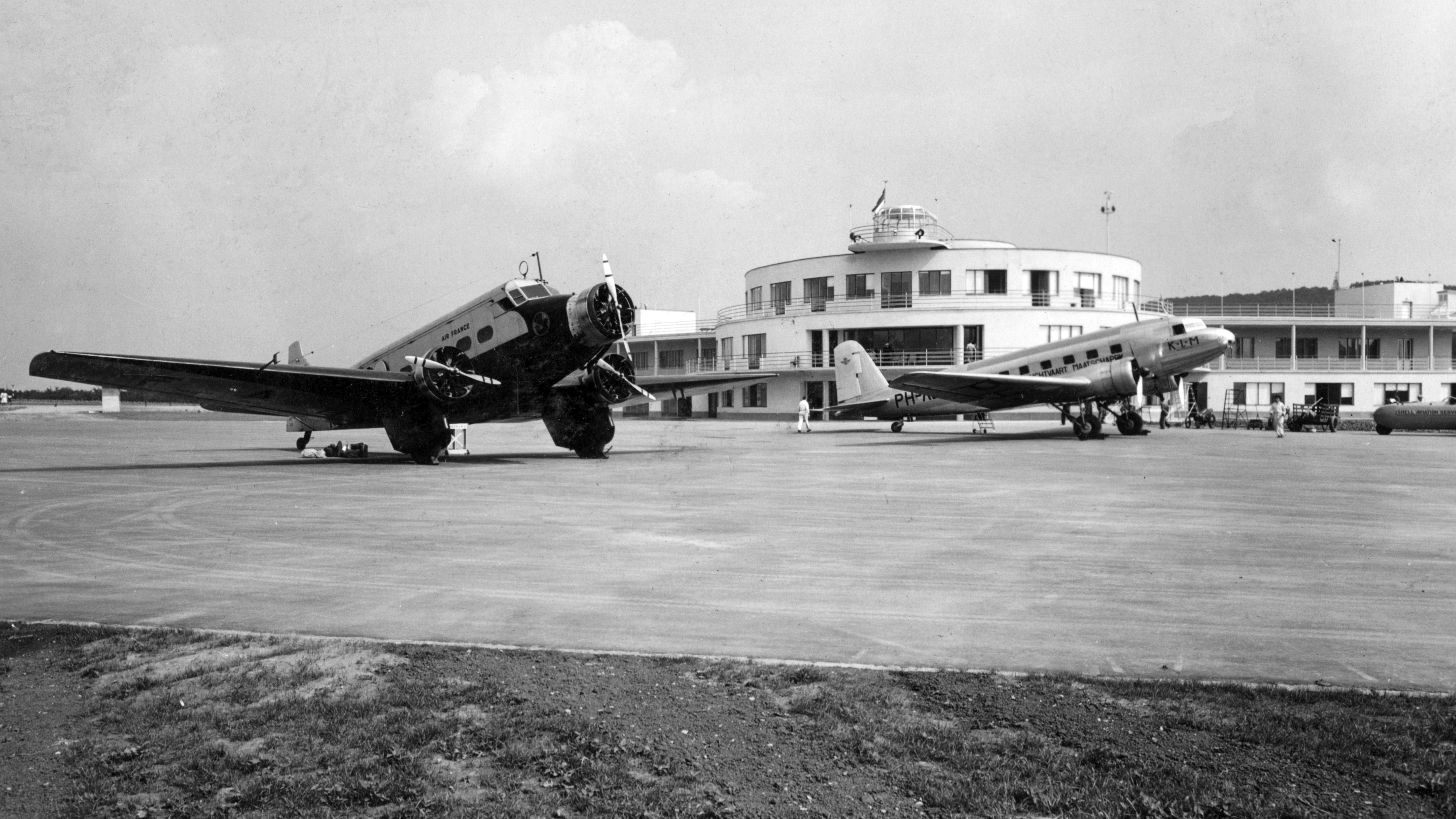
Самолёты «Wibault 283-T» компании «Air France» и «Douglas DC-2» компании «KLM» на фоне аэровокзала Будаэрша в 1939 году

В таблице представлены рейсы авиакомпаний через аэропорт Будаэрш по состоянию на лето 1938 года.
| Авиакомпания        | Рейсы                                                          |
| ------------------- | -------------------------------------------------------------- |
| Air France          | Будапешт — Белград — Бухарест                                  |
| Air France          | Будапешт — Вена — Прага — Страсбург — Париж                    |
| Ala Littoria        | Будапешт — Вена — Венеция — Рим                                |
| Czech Airlines      | Будапешт — Братислава                                          |
| Deutsche Luft Hansa | Будапешт — Белград — Афины — Родос — Дамаск — Багдад — Тегеран |
| Deutsche Luft Hansa | Будапешт — Белград — София — Салоники — Афины                  |
| Deutsche Luft Hansa | Будапешт — Берлин                                              |
| Deutsche Luft Hansa | Будапешт — Бухарест                                            |
| Deutsche Luft Hansa | Будапешт — Вена — Берлин                                       |
| KLM                 | Будапешт — Афины — Батавия                                     |
| KLM                 | Будапешт — Лейпциг — Амстердам                                 |
| KLM                 | Будапешт — Вена — Прага — Роттердам — Лондон                   |
| Malert              | Будапешт — Арад — Бухарест                                     |
| Malert              | Будапешт — Прага                                               |
| Malert              | Будапешт — Вена — Зальцбург — Мюнхен — Цюрих                   |
| Malert              | Будапешт — Варшава                                             |

## Текущее состояние
В настоящее время Будаэрш является действующим аэропортом авиации общего назначения, где базируется множество легкомоторных самолётов и планеров. Здесь расположено несколько предприятий по организации досуга и лётного обучения, среди них — компания «GOLDTIMER Alapítvány», которая реставрирует и регулярно катает пассажиров на своих старинных самолётах.
Здания аэровокзала и главного ангара являются охраняемыми историческими памятниками.